# Christiano Whitaker
Christiano Whitaker (* 24. Dezember 1940 in São Paulo) ist ein brasilianischer ehemaliger Diplomat und Kunstmaler.

## Leben
Christiano Whitaker war Generalkonsul in San José (Costa Rica), wo er im Dezember 1975 und Anfang August 1977 Geschäftsträger war.
Vom 23. Dezember 1996 bis 21. Dezember 2001 war er Botschafter in der erst 1994 errichteten Botschaft in Hanoi. Vom 21. Dezember 2001 bis 11. August 2004 war er Botschafter in Windhoek.
Als Maler ist er bisher nicht hervorgetreten, einmal ist seine Teilnahme an der Kunstmesse SP-Arte 2011 nachgewiesen.